# 吹田市立山田東中学校
吹田市立山田東中学校（すいたしりつ やまだひがしちゅうがっこう）は、大阪府吹田市山田東四丁目にある公立中学校。校歌はキダ・タロー作曲、新野新作詞である。
1986年に吹田市立山田中学校から分離開校した。

## 沿革
- 1986年4月1日 - 吹田市立山田東中学校として開校。
- 1988年4月1日 -  文部省・大阪府教育委員会・吹田市教育委員会から、道徳教育推進校に指定される。同時に吹田市教育委員会から、生徒指導研究推進校に指定される。

## 通学区域
- 吹田市立山田第一小学校と吹田市立北山田小学校の通学区域。

## 著名な出身者
- 室拓哉（サッカー選手）
- 安田理大（サッカー選手）
- 菅原秀（プロ野球選手）

## 交通
- 大阪モノレール 万博記念公園駅 南へ約800m（徒歩約10分）。
- 阪急千里線・大阪モノレール 山田駅 東へ約1.6km（徒歩約20分）。